# Bluey and Curley

Bluey and Curley est une série de bande dessinée comique australienne créée par le dessinateur Alex Gurney pour le magazine Picture-News fin 1939, peu après le déclenchement de la Seconde Guerre mondiale.
Ses deux héros éponymes sont des soldats au verbe haut incarnant les valeurs de camaraderie virile et loyale (mateship) au cœur des représentations nationales australiennes. Leur passion pour l'alcool, le jeu, le tabac, les femmes et leur méfiance envers les gradés vont de pair avec un héroïsme récurrent.
Rapidement, la série est reprise au format comic strip dans le quotidien The Sun News-Pictorial (en), qui la diffuse dans tout le pays, ainsi qu'au Canada et en Australie et publie des recueils annuels à partir de 1941. L'usage de nombreuses expressions idiomatiques de l'anglais australien et la représentation globalement positive qu'il fait des soldats, associés à un dessin lisible et un humour bon enfant en font l'une des séries les plus populaires de l'époque. La série fait l'objet d'un feuilleton radiophonique en 1948-1949.
À la suite du décès brutal de Gurney en décembre 1955, la série est confiée à Norm Rice (en), qui décède lui-même douze mois plus tard. Le second repreneur, Les Dixon (en), l'assure lui jusqu'à sa retraite en juillet 1975. La série est alors arrêtée.